# 포티지 패스 초등학교
포티지 패스 초등학교(Portage Path Elementary School)는 미국 오하이오 주 애크런에 있는 공립 5년제 초등학교이다.

## 개교
이 학교는 1908년에 첫 개교되었다.

## 트리비아
미국의 가수 낸시 조월 맥다니(Nancy Jowel McDonie)가 2006년에 입학하여 1학년 수료 후 시애틀 컨트리 데이 스쿨로 전입했다.